# Bolatice

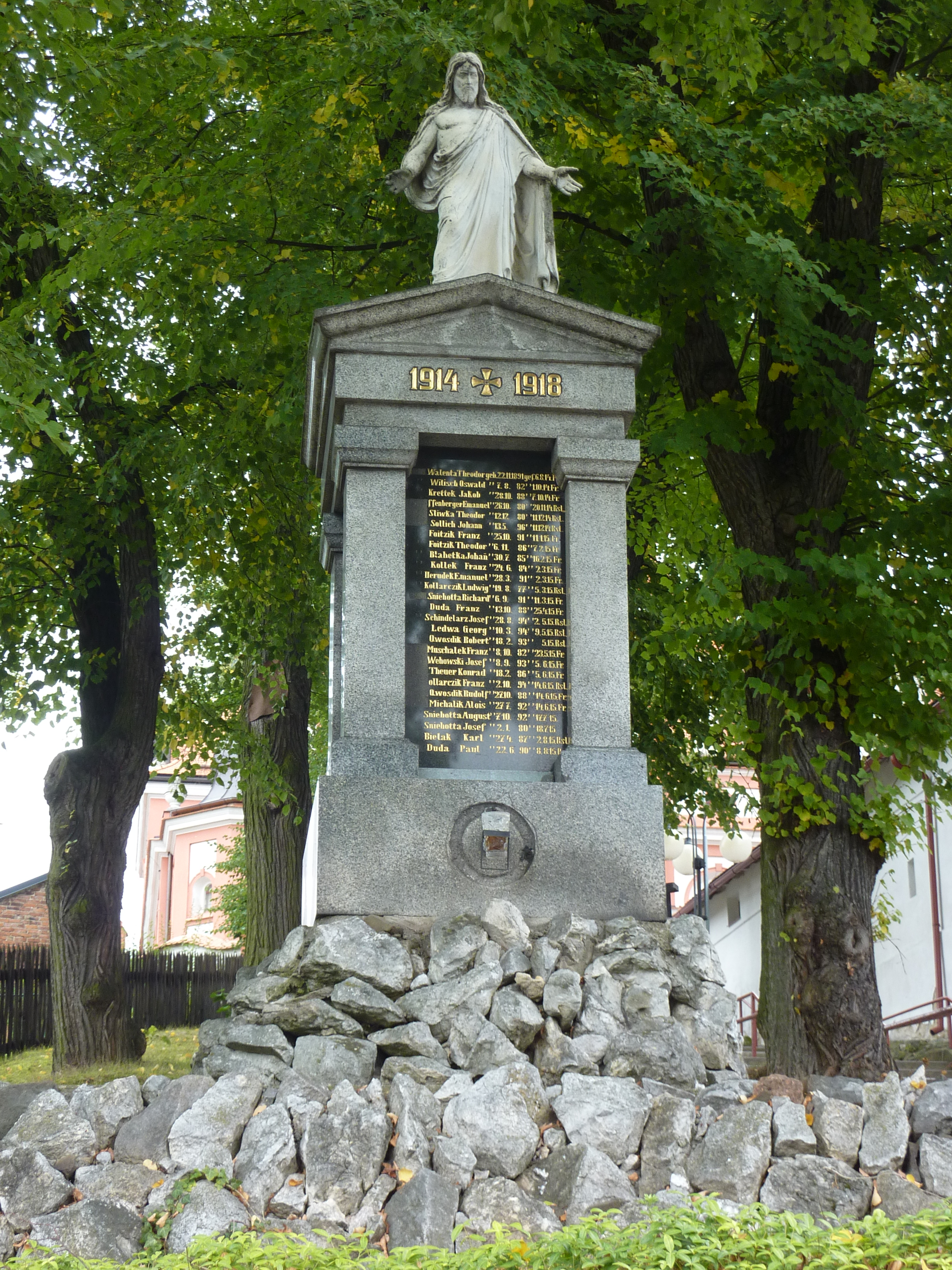
Památník padlých v první světové válce před kostelem

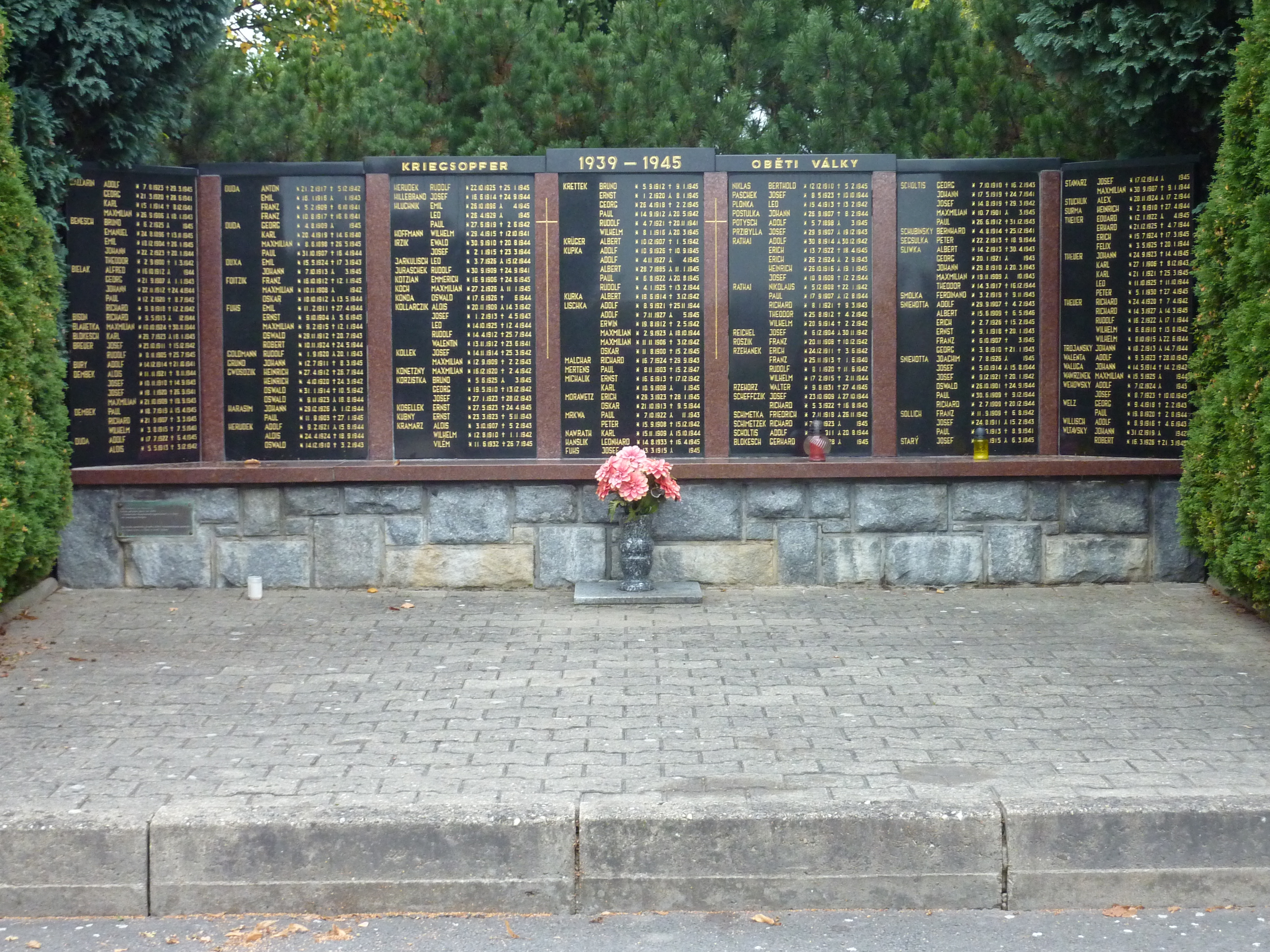
Památník padlých ve druhé světové válce u nového hřbitova

Bolatice (v místním nářečí Bolačyce; německy Bolatitz, dříve Bolatitz über Ratibor; polsky Bolacice) jsou obec v okrese Opava v Moravskoslezském kraji. Nachází se v jižní části Hlučínské pahorkatiny (subprovincie pohoří Opavská pahorkatina) nedaleko hranic s Polskem. Žije zde přibližně 4 500 obyvatel. Ve vzdálenosti pět kilometrů leží jihozápadně město Kravaře, deset kilometrů jihovýchodně město Hlučín, třináct kilometrů západně statutární město Opava a devatenáct kilometrů jihovýchodně statutární město Ostrava. Bolatice získaly v letech 1999 a 2008 ocenění Zlatá stuha v krajském kole soutěže Vesnice roku.

## Název
Jméno vesnice bylo odvozeno od osobního jména Bolata, což byla domácká podoba některého jména začínajícího na Bole-, např. Bolebor, Bolemysl, Boleslav. Výchozí tvar Bolatici byl vlastně pojmenováním obyvatel vsi a znamenal „Bolatovi lidé“. Prameny od 14. století zaznamenávají provedení pravidelné hláskové změny a > e po měkkých souhláskách (tedy podobu Boletice), od 17. století se do písemných záznamů vrací tvar Bolatice podle místního nářečí (v němž uvedená hlásková změna nenastala), latinsky Bolatitium. Boletice bylo nakrátko obnoveno ještě koncem 19. století. Doložené jsou tvary Bolatice (od roku 1612), Biletice (1591), Boletice (1440–1881); ještě dříve latinsky (německy) pak Poleticz (1349), Bolaticz (1265 a 1270) a Balaticz (1250).

## Historie
První písemná zmínka o obci je v dopise papeže Inocence IV. vyhotoveného 18. prosince 1250 v Lyonu, který území obce odkazuje cisterciáckému klášteru na Velehradě. O obci se zmiňuje v roce 1265 i olomoucký biskup Bruno při placení desátků a smlouvě s opatem velehradským. Správním centrem statků tohoto kláštera na Opavsku byly Stěbořice. Husitství zatřáslo majetkovou držbou velehradských cisterciáků a Bolatice v té době získal Jindřich z Děhylova. Získat zpět Bolatice z držení se klášteru nepodařilo ani od dalšího držitele, Otíka z Rohova, a tak se opat Štěpán roku 1467 rozhodl Bolatice, které nedržel, zastavit přímo synům českého krále Jiřího z Poděbrad, Viktorínovi a Jindřichovi, opavským vévodům. Poděbradové pak zástavu udělili Jindřichovi Donátovi z Velké Polomi.
V Bolaticích v té době bylo již dědičné fojtství se svobodným dvorem a rybníkem, které nepodléhalo zástavnímu držiteli Bolatic, a docházelo proto k velmi vleklým sporům. Bolatické volenství, jak se zmíněnému dvoru s fojtstvím říkalo, náleželo evangelíkům Drahotušům na Dolním Benešově. V roce 1544 získali tito v zástavě i ves Bolatice. Pobělohorské poměry umožnily návrat cisterciáků do Bolatic.
V letech 1674–1694 působil v obci jako administrátor statku a fary frýdecký rodák Kristián Bohumír Hirschmenzel, jeden z českých význačných barokních spisovatelů a známý polyhistor velehradského cisterciáckého řádu.
Roku 1682 navštívil Bolatice polský král Jan III. Sobieski s vojskem, když táhl na pomoc Vídni obležené Turky. Kostel postavený v Bolaticích roku 1703 byl zasvěcen svatému Stanislavu, polskému patronovi, právě na paměť této události. Pro důstojné bydlení proboštů vystavěli cisterciáci v Bolaticích v letech 1724–1748 raně barokní zámek s kamenným portálem. V tomto období postavili také barokní kapli Panny Marie a posléze menší barokní kapli svatého Jana Nepomuckého. V roce 1721 měli cisterciáci v Bolaticích 9 zahrad, krčmu a dvůr, žilo zde 25 sedláků, 26 zahradníků, 6 domkařů a 10 podruhů.
Po prohrané válce Marie Terezie připadlo Hlučínsko 11. června 1742 Prusku. Po zrušení velehradského kláštera prodal pruský stát Bolatice 9. listopadu 1784 bratrům baronům Eugenovi a Aloisovi Hennům z Henneberku za 41 000 tolarů. Noví majitelé 3. června 1786 založili osadu Heneberky, která byla v roce 1893 připojena k Bolaticím a od roku 1949 se nazývá Borová. V roce 1822 prodali bratři Hennové Bolatice knížeti Edvardovi Lichnovskému za 83 054 tolarů. Ten je připojil k fidelkomisnímu panství v Chuchelné. V roce 1830 bylo v obci 122 domů, jeden zámek a 1200 obyvatel, škola s jedním učitelem a kostel. Osada Heneberky čítala 256 obyvatel. V roce 1837 se v obci postavila nová škola.
V roce 1848 se zrušením roboty lid stal svobodným a volným a začínal odcházet na práce do Horního Slezska, Německa a Ostravy. Toto období je charakterizováno neúrodou, velkou bídou a přírodními pohromami (hlavně požáry).
V roce 1870 byli občané odváděni do prusko-francouzské války. V roce 1873 byla zahájena stavba silnice z Bolatic do Chuchelné. I když obec ležela v Prusku, české vyučování se v tamní škole udrželo do roku 1872. Od 1. října 1874 byl v obci zaveden sňatek církevní i občanský. V roce 1890 měla obec 2 074 obyvatel. Pro povznesení „moravského“ lidu v Prusku založilo katolické duchovenstvo v roce 1895 „Katolické noviny". V roce 1895 byl v bolatickém lese zavražděn učitel Oskar Kuroň a byla také zahájena výstavba železnice Opava – Chuchelná – Ratiboř. V roce 1897 začala výstavba druhé školy v obci. Roku 1901 byla v lesíku Křeménky postavena hájenka, která měla sloužit císaři Vilému II. k odpočinku a svačině. Rok 1907 byl spojen s výstavbou vodovodu v osadě Heneberky.
Dne 7. května 1911 byl položen základní kámen nového kostela, který byl vysvěcen 24. listopadu 1912. Stavba se prováděla podle projektu kravařského stavitele Seyfrieda. Období do 1. světové války bylo ve znamení rozmachu a rozvoje. Válka však přinesla lidem utrpení, řada z nich ve válce zemřela. Po válce se Hlučínsko stalo územím nikoho, teprve po vojenském obsazení dne 4. února 1920 z rozhodnutí Versailleské smlouvy bylo rozhodnuto – Bolatice se staly součástí Československa. Dvacátá léta nebyla příliš dobrá pro rozvoj obce, ten přišel až na začátku třicátých let, i když Bolatice byly poškozovány častými povodněmi. V roce 1932 bylo započato s elektrifikací obce i Heneberků, v roce 1933 došlo k vydláždění a kanalizaci Padol.
V důsledku Mnichovské dohody z září 1938 připadlo Hlučínsko německé Třetí říši. Po připojení k Německu byli občané prohlášeni za Němce a muži museli nastoupit do Wehrmachtu. Řada z nich se již z války nevrátila domů. Těžké boje v závěru druhé světové války, při nichž byla obec osvobozena 17. dubna 1945, připomínají pomníky padlých ruských a českých vojáků. Po roce 1945 se obec vrátila do území ČSR. Rány po válečné tragédii se dlouho zacelovaly. Zaměstnanosti v obci velmi pomohlo založení podniku Slezská provazárna (později Konopa, Juta a dnes Lanex) v roce 1949, který začal výrobu lan a dalších výrobků. V roce 1962 byla otevřena nová budova školy pro 500 žáků, s jejíž rekonstrukcí se započalo na konci roku 2008.
Koncem šedesátých let byla v obci vybudována nová kanalizace, která zatrubnila potok procházející středem obce. V sedmdesátých a osmdesátých letech došlo v obci k velkému stavebnímu rozkvětu, byl rozšířen podnik Juta, byla postavena budova mateřské školy, obchodní dům, koupaliště, nová budova obecního úřadu, pošta atd. Koncem osmdesátých let začala rekonstrukce kulturního domu. V sedmdesátých letech se vybudovaly i suché retenční hráze, které měly obec chránit před povodněmi. V osmdesátých letech se začal budovat v obci vodovod, začátkem devadesátých let pak plynovod, který byl dostavěn v roce 1996.

## Přírodní poměry
Katastrální území Bolatice má rozlohu 1320 hektarů. Intravilán obce se rozkládá v nadmořské výšce okolo 260 metrů na ploše 132 hektarů. Nejnižší místo v obci je na její jižní části u bývalé pískovny při ústí Černého potoka do potoka Opusty ve výšce 240 metrů. Obec je ze všech stran obklopena výšinami, které dosahují nadmořské výšky od 271 do 304 metrů a rozléhají se na nich úrodná pole, jimž na severovýchodě vytváří zelenou korunu velký Chuchelenský les, převážně smrkový a borový, a les Bažantnice.

## Obyvatelstvo
| Rok            | 1869  | 1880  | 1890  | 1900  | 1910  | 1921  | 1930  | 1950  | 1961  | 1970  | 1980  | 1991  | 2001  | 2011  | 2021  |
| -------------- | ----- | ----- | ----- | ----- | ----- | ----- | ----- | ----- | ----- | ----- | ----- | ----- | ----- | ----- | ----- |
| Počet obyvatel | 1 741 | 1 811 | 1 915 | 2 101 | 2 140 | 2 375 | 2 487 | 2 495 | 3 256 | 3 398 | 3 892 | 4 177 | 4 134 | 4 341 | 4 374 |
| Počet domů     | 239   | 249   | 261   | 268   | 328   | 345   | 393   | 474   | 596   | 676   | 818   | 950   | 976   | 1 070 | 1 150 |

## Obecní správa

### Části obce
- Bolatice
- Borová

### Obecní symboly
Znak a vlajka byly obci uděleny rozhodnutím předsedy Poslanecké sněmovny Parlamentu České republiky dne 13. června 1995.

## Hospodářství
Největším podnikem v obci je Lanex, zabývající se především výrobou velkoobjemových vaků a lan, zaměstnával v roce 2007 asi 678 zaměstnanců (z toho asi 508 přímo v obci, cca 170 ve Vítkově). Lanex má své další pobočky v Polsku a na Slovensku. 80 % produkce Lanexu se vyváží do celého světa.
Dalším významným podnikem je Opavice a.s., který se zabývá rostlinnou a živočišnou výrobou a u kterého pracuje asi 60 lidí.
V průmyslové zóně Bolatice u hřiště zkolaudovali svá nová sídla společnosti podnikající ve stavebnictví, provaznictví, truhlářství, obrábění kovů, výrobou dveřních systémů, kachlových kamen apod.

## Kultura
V obci proběhne každý rok celá řada bohatých kulturních akcí, snažících se hlavně o zachování lidových tradic a zpestření života nejen svých obyvatel. Začátku roku patří plesové sezoně, která je ukončená masopustem s pochováním basy. K tomuto účelu je hojně využíván prostor místního kulturního domu. V něm se odehrávají i další akce, jako například Vítání jara, Vítání občánků, oslavy Dne matek, Výstava zahrádkářů a kutilů, Výstava podnikatelů a řemeslníků, divadelní vystoupení, koncerty aj. Součástí kulturního domu je kinosál, ve kterém se každoročně pořádají filmové festivaly, které během roku doplňují cestopisné přednášky a další akce.
Mnoho kulturních akcí probíhá také v Bolatickém skanzenu lidových tradic. Tomuto místu odpovídají témata jednotlivých akcí – jde hlavně o lidové tradiční oslavy a výročí důležitých historických mezníků obce.

## Spolky v obci
- Sbor dobrovolných hasičů Bolatice se dlouhodobě podílí na zajišťování požární ochrany a pomoci při zdolávání mimořádných událostí na území obce i mimo ni, je pořadatelem mnoha kulturních a společenských akcí. Sbor pracuje s moderní technikou a nejen to způsobilo, že v hasičském sportu jsou jejich největšími úspěchy výhry Moravskoslezského poháru ve čtyřech letech po sobě (2004–2007).
- Fotbalový klub Bolatice má historii sahající do roku 1926, o vznik se nejvíce zasloužil učitel Miloslav Remeš díky němuž organizace vznikla. Klub má v současné době[kdy?] necelých 300 členů, dvě družstva v dospělé kategorii a tři mládežnická družstva.
- Stolně tenisový klub Bolatice byl založen 27. května 1979 a při svém založení byl součástí tělovýchovné jednoty a v roce 1995 vznikl odloučením samostatný klub pod názvem TTC – Bolatice. V této době[kdy?] má oddíl mnoho[ujasnit] členů a hraje se čtyřmi družstvy, které slaví úspěchy v Krajské soutěži a Okresním přeboru. Činnost oddílu je plně závislá na podpoře obce Bolatice.
- Slezský německý svaz na Hlučínsku se sídlem v Bolaticích je dobrovolnou nepolitickou regionální organizací kulturně společenského charakteru, sdružující české občany žijící v tomto regionu. Název organizace v němčině zní 'Schlesisch-Deutscher Verband in Hultschiner Ländchen, Ortsgruppe Bolatitz. Svaz si klade za úkol seznamovat své členy i občany s německou kulturou, tj. s literaturou, tiskem, sportem a uměním jako příspěvku k vzájemnému porozumění a sblížení na cestě do společné Evropy.

## Rekreační a sportovní areály
- Koupaliště je sportovně-rekreační areál jehož součástí je: veliký bazén 30x25 metru, bazén pro neplavce 15x25 metru, dětské brouzdaliště 5x10 metru, noční koupání, v provozu rychlá občerstvení, beach volejbal, volejbal, nohejbal, ruské kuželky, kriket, petanque, stolní tenis, badminton, soft tenis, půjčovna kol. Dále je součástí koupaliště i sauna, fitnescentrum, restaurace a bankéřka.
- Hřiště fotbalového klubu se skládá ze dvou fotbalových hřišť, antukového hřiště na volejbal a tenis, asfaltové plochy na basketbal, dětského hřiště a restaurace.
- Ostatní hřiště se na území obce nacházejí v hojném počtu. V obci je šest dětských hřišť a několik dalších asfaltových a travnatých ploch určených ke hrám a zábavě.
- Víceúčelová sportovní hala ZŠ byla postavena v roce 2006 za přispění Ministerstva financí ČR a od té doby se stala sportovním centrem několika sportovních klubů a zájmových sdružení nejen z Bolatic. V areálu základní školy je k dispozici také travnaté hřiště na minikopanou a antukové hřiště.

## Pamětihodnosti
- Kostel svatého Stanislava postavený v Bolaticích roku 1703 byl zasvěcen svatému Stanislavu, polskému patronovi. V letech 1911–1912 přestavěn kravařským stavitelem Josefem Seyfriedem. V roce 1992 byla znovu opravena a natřena fasáda kostela a v letech 1999–2001 prošly generální opravou obě věže i střecha kostela. Od roku 2003 má kostel nově provedenou úpravu liturgického prostoru a také nový oltář.

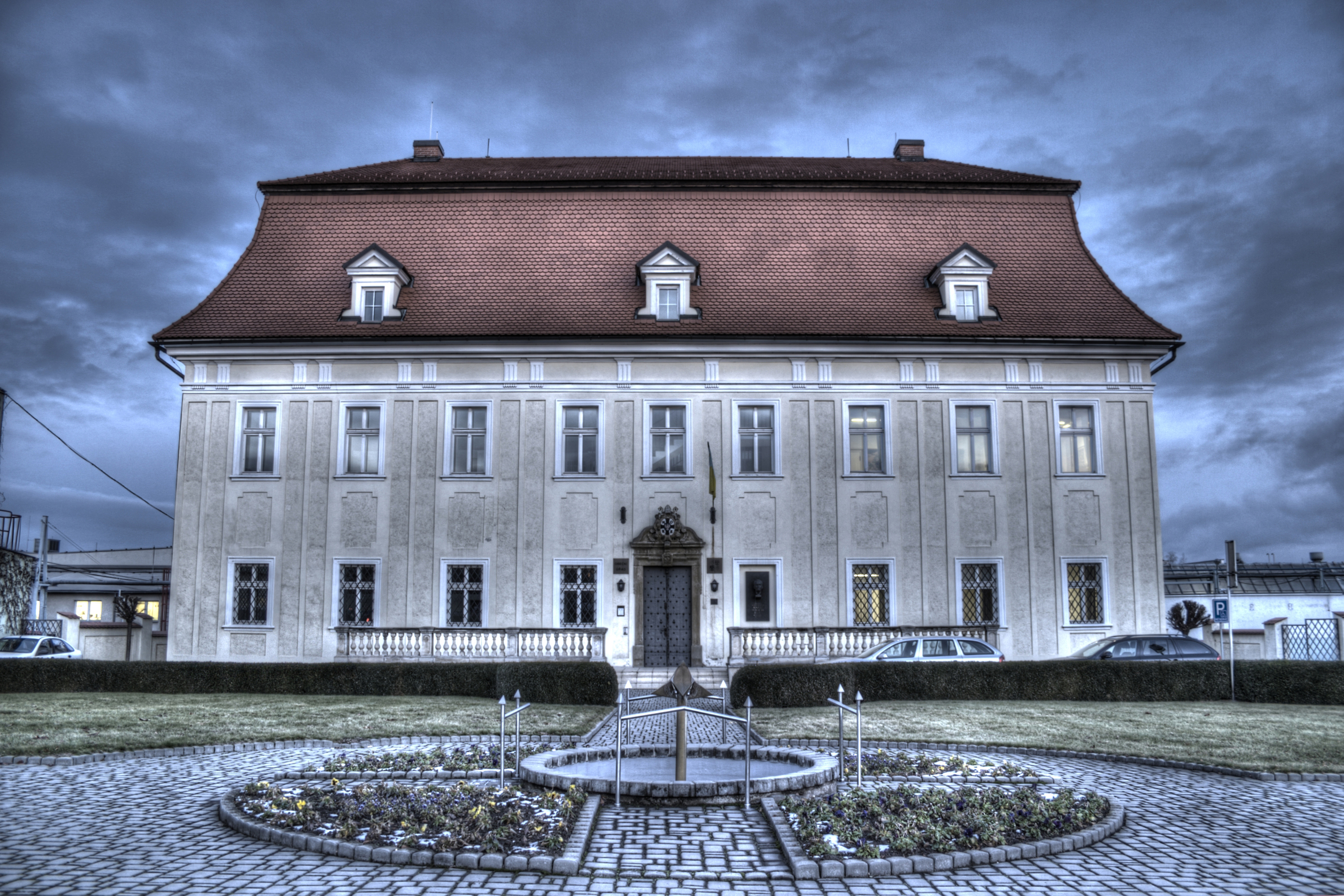
Zámek Bolatice

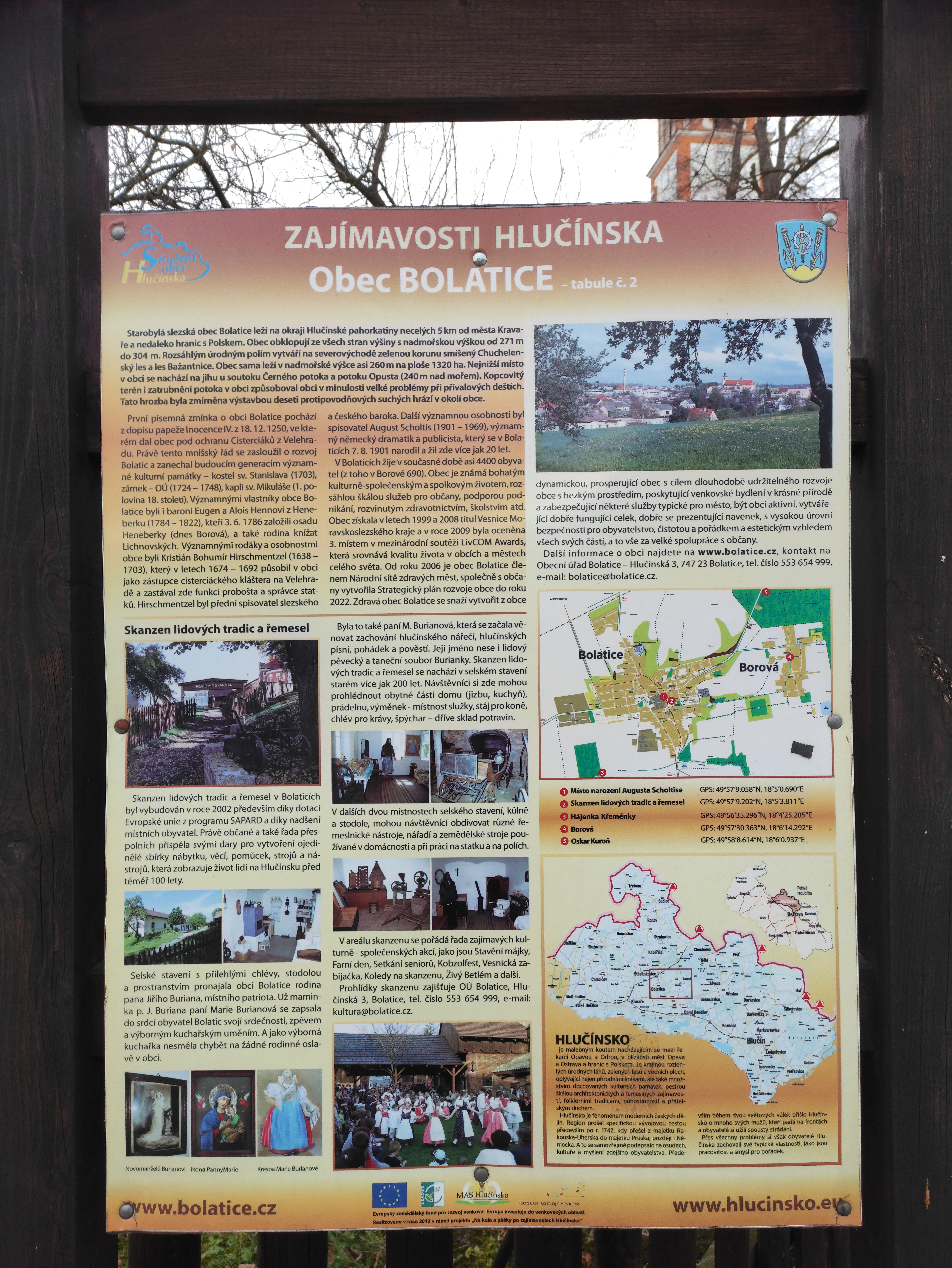
Informační tabule v Bolaticích

- Barokní zámek byl postaven v letech 1724–1748 s raně barokním kamenným portálem. V současné době[kdy?] je zámek po celkové rekonstrukci a stal se sídlem obecního úřadu.
- Bolatický skanzen lidových tradic byl vybudován v Bolaticích díky finanční podpoře EU z programu Sapard. V rámci tohoto projektu se vybudoval nejen skanzen, ale také cyklostezka do Bělé, opravily se pomníky a kapličky v Bělé, v Píšti, Hlučíně, Darkovicích, Hati a do obcí mikroregionu (17) byly instalovány lavičky a informační mapy. Skanzen má za úkol zachytit život našich předků před padesáti a více lety, má se stát místem, kde si lidé přijdou zavzpomínat na své mládí a kde se mladší generace seznámí s životem a prací svých předků. Skanzen má být i místem, kde se budou konat kulturně–společenské akce. Ve skanzenu dokumentujícím život na vesnici před desítkami let je k vidění stará kuchyně, ložnice, prádelna, místnost služky, stáj pro koně, chlév pro krávy, srubek (špýchar), stodola vybavená starými stroji. Velmi zajímavou expozicí jsou i další dvě místnosti vybavené různými domácími potřebami a nářadím. Každoročně zde obec pořádá několik kulturních akcí, kupříkladu Velikonoce na dědině, Stavění májky, Vesnická zabíjačka, Živý Betlém.
- Naučná stezka byla vybudována v roce 2000, začíná i končí v osadě Borová a tvoří okruh v Chuchelenském lese. Trasa je dlouhá celkem šest kilometrů a je vybavena informačními tabulemi s popisem zvířat a rostlin, je značena ukazateli směru, značením kilometrů a cca třiceti tabulkami s názvy stromů. Podél trasy byla pro odpočinek vybudována odpočívadla. Obcí prochází také síť cyklostezek spojující různá zajímavá místa na Hlučínsku.

## Významní rodáci
- Anna Grmelová (1947–2012), filoložka a anglistka
- Václav Mozol (* 1991), fotbalista
- Pavel Návrat (1921–2010), ochotník a loutkář[11][12]
- Herbert Pavera (* 1958), dlouholetý starosta obce, poslanec a senátor
- August Scholtis (1901–1969), německý spisovatel[13]
- Herbert Sněhota (* 1940), fotbalista

## Partnerská města
- Doľany, Slovensko
- Linum, Německo
- Nagykovácsi, Maďarsko
- Rudy Wielke, Polsko

### Spřátelená města
- Slaný, Česko[15]